# 粉じん障害防止規則
粉じん障害防止規則（ふんじんしょうがいぼうしきそく、昭和54年4月25日労働省令第18号）は、粉じんにさらされる労働者の健康障害を防止するための安全基準等を定めた厚生労働省令である。労働安全衛生法等の法令に基づき定められたものである。

## 構成
- 第1章 総則（第1条―第3条）
- 第2章 設備等の基準（第4条―第10条）
- 第3章 設備の性能等（第11条―第16条）
- 第4章 管理（第17条―第24条）
- 第5章 作業環境測定（第25条―第26条の4）
- 第6章 保護具（第27条）
- 附則

## 事業者の責務
事業者は、粉じんにさらされる労働者の健康障害を防止するため、設備、作業工程又は作業方法の改善、作業環境の整備等必要な措置を講ずるよう努めなければならない（第1条1項）。事業者は、じん肺法及びこれに基づく命令並びに労働安全衛生法に基づく他の命令の規定によるほか、粉じんにさらされる労働者の健康障害を防止するため、健康診断の実施、就業場所の変更、作業の転換、作業時間の短縮その他健康管理のための適切な措置を講ずるよう努めなければならない（第1条2項）。